# Dracunculus (animal)
Cet article concerne le nématode. Pour la plante, voir Dracunculus (plante).
Genre
Dracunculus est un genre de nématodes (les nématodes sont un embranchement de vers non segmentés, recouverts d'une épaisse cuticule et menant une vie libre ou parasitaire).

## Liste d'espèces
Selon Catalogue of Life (26 décembre 2024) :
- Dracunculus medinensis (Linnaeus, 1758)
- Dracunculus oesophagea (Polonio, 1859)